# Mónica Olivia Rodríguez
Pour les articles homonymes, voir Rodríguez.
Mónica Olivia Rodríguez, née le 14 juin 1989 à Zapotlán el Grande (Mexique), est une athlète handisport mexicaine, spécialiste du demi-fond catégorie T11 pour les athlètes avec des problèmes de vision. Elle détient le titre mondial (2019) et le titre olympique (2021) du 1 500 m T11.

## Carrière
Aux championnats du monde 2019, elle remporte le titre sur le 1 500 m T11 après avoir obtenu le bronze sur la même distance aux Mondiaux 2015.
Lors des Jeux paralympiques d'été de 2020, Rodríguez est médaillée d'or sur le 1 500 m T11 en 4 min 37 s 40 et obtient le centième titre paralympique de l'histoire de son pays.

## Palmarès

### Jeux paralympiques
- médaille d'or du 1 500 m T11 aux Jeux paralympiques d'été de 2020 à Tokyo

### Championnats du monde
- médaille d'or du 1 500 m T11 aux Championnats du monde 2019 à Dubaï

### Jeux para-panaméricains
- médaille d'or du 1 500 m T11 aux Jeux parapanaméricains de 2019 à Lima
- médaille de bronze du 1 500 m T11 aux Jeux parapanaméricains de 2015 à Toronto